# SS-Standartenführer
SS-Standartenführer (dobesedno SS-praporni vodja; hierarhično prevedeno polkovnik; okrajšava Staf) je bil drugi najvišji častniški čin v skupini višjih častnikov v paravojaški organizaciji Schutzstaffel (v obdobju 1939-45) in z njo povezanimi službami oz. organizacijami (Gestapo, Sicherheitsdienst (SD), Allgemeine-SS (A-SS), Waffen-SS (W-SS),...).
Ustrezal je činu polkovnika (Oberst) v Wehrmachtu. Nadrejen je činu SS-Obersturmbannführerja ter podrejen činu SS-Oberführerja.

## Oznake
Oznaka čina SS-Standartenführerja je bila na voljo v treh oblikah:
- naramenska epoleta: prepletena epoleta (aluminijasta vrvica na črni podlagi) z dvema zvezdama (epoleta je bila obrobljena z barvasto vrvico, pri čemer se je barva razlikovala glede na rod oz. službo);
- ovratna oznaka: en hrastov list na obeh našitkih in
- oznaka za kamuflažno uniformo: trije trakovi, nad katerima sta dva para dveh hrastovih listov in dveh žirov (zelena oznaka na črni podlagi je bila pritrjena na nadlaht levega rokava).

Galerija
- Ovratni oznaki
- Kamuflažna oznaka